# Vic Wunderle
Victor Steven „Vic“ Wunderle (* 4. März 1976 in Lincoln, Illinois) ist ein US-amerikanischer Bogenschütze.

## Werdegang
Wunderles Vater, Terry Wunderle, ist Bogenschießen-Trainer und nahm seinen Sohn erstmals im Alter von sieben Jahren zu einem Wettbewerb im Bogenschießen mit.
Victor Wunderle nahm im Jahr 2000 erstmals an den Olympischen Sommerspielen in Sydney teil. Dort gewann er im Einzelwettbewerb hinter dem Australier Simon Fairweather und vor Wietse van Alten aus den Niederlanden die Silbermedaille. Außerdem gewann er zusammen mit Butch Johnson und Rodney White im Mannschaftswettbewerb hinter Südkorea und Italien die Bronzemedaille. Bei den Olympischen Spielen 2004 in Athen verpasste Wunderle zusammen mit Butch Johnson und John Hagera auf dem vierten Platz hinter Südkorea, dem Chinesischen Taipeh und der Ukraine nur knapp eine erneute Medaille. Im Einzelwettbewerb wurde er Achter. 2008 startete er in Peking zum letzten Mal bei Olympia.
Bei den World Games 2009 in Kaohsiung gewann Wunderle die Goldmedaille im Einzelwettbewerb mit dem Recurvebogen.
2016 versuchte Wunderle sich erneut für die Olympischen Sommerspiele 2016 in Rio de Janeiro zu qualifizieren.
Seine Hobbys sind Jagen, Fischen und Gitarre spielen.